# Mario Balsamo
Mario Balsamo né à Latina le 12 mars 1962 est un réalisateur italien de cinéma et documentaires.

## Biographie
Mario Balsamo  obtient une laurea en Philosophie avec une thèse sur l'Histoire du cinéma. À partir de novembre 2004, il travaille comme réalisateur de l'émission  Gente di Notte (Gens de nuit) sur Rai3.
En 1996-1997, il imagine et dirige avec Francesco Cabras, la rubrique télévisive sur les livres  Leggermente. Il collabore aux émissions télévisives de la Rai : Cara Giovanna, Italia Ore 6, Portomatto, Atlante, Pomeridiana, Pista! et Big!.
Il est l'auteur du roman historique Que viva Marcos! (éditions Manifestolibri), sur la révolte néo-zapatiste du Chiapas.
De 1980 à 1983, il est réalisateur adjoint de la Coopérative Théâtrale Luisa Mariani, enseigne la réalisation documentaire à l'ACT de Cinecittà et dirige des laboratoires relatifs aux documentaires en Italie et à l'étranger.

## Filmographie
- 1997 : Voci - Venezia Poesia pour Rai sat1
- 1998 : Gli oscuri sotterranei della censura
- 1998 : Parole di Ricercare 98
- 1998 : Dionysia in Festival
- 1998 : Note di donne - Appunti dal Festival Donne in Musica (docufiction)
- 1999 : Ergastolo di Santo Stefano et Poste di via Marmorata, pour Raisat Art
- 1999 : Sogno albanese, vidéoclip musical tourné dans un centre de réfugiés
- 1999 : Alvaro Siza, architetto
- 1999 : In restauro – L’Opificio delle Pietre Dure di Firenze
- 2000 : Vedute d’arte contemporanea con paesaggio toscano pour Raisat Art
- 2000 : Piazza dei Signori, Vicenza pour Raisat Art
- 2000 : Le isole dipinte – Viaggio nelle Marchesi di Paul Gauguin, documentaire
- Un mondo migliore è possibile, documentaire collectif coordonné par Citto Maselli
- 2001 : Un altro mondo è possibile (documentaire collectif sur les émeutes anti-G8 de Gênes de 2001)
- 2001 : La zona Rossa, court-métrage fiction inspiré du G8 de Gênes
- 2002 : Porto Alegre, second Forum Social Mondial, réalisation de Francesco Maselli, Gillo Pontecorvo, Francesca Comencini, Pasquale Scimeca, Mario Balsamo, coordonné par Ettore Scola
- 2002 : Il villaggio dei disobbedienti
- Sotto il cielo di Baghdad, en collaboration avec Stefano Scialotti
- 2003 : Europalia, films documentaires, Bruxelles
- Global Compact, spot pour l’Ilo, agence des Nations unies
- 2004 : Io, Socrate e Nicoletta, (docufiction)
- 2004 : Ciao, ciao bambina
- 2006 : Storie arbereshe
- 2007 : Mae Baratinha, una storia di Candomblé, 2005, finaliste à Anteprimadoc 2006, Bellaria, sélectionné pour le Fipatel de Biarritz
- 2008 : Sognavo le nuvole colorate
- 2012 : Noi non siamo come James Bond